# Hypotermes
Hypotermes es un género de termitas  perteneciente a la familia Termitidae que tiene las siguientes especies:
1. Hypotermes bawanensis
2. Hypotermes makhamensis
3. Hypotermes meiziensis
4. Hypotermes mengdingensis
5. Hypotermes obscuriceps
6. Hypotermes sumatrensis
7. Hypotermes wandingensis
8. Hypotermes wayaoensis
9. Hypotermes winifredi
10. Hypotermes xenotermitis